# Franz Rabas
Franz Rabas (auch: Vavřinec Rabas OFMCap) (* 20. September 1901 in Saaz, Böhmen, Österreich-Ungarn; † 30. Oktober 1969 in München) war ein sudetendeutscher römisch-katholischer Ordensmann, Geistlicher und Märtyrer.

## Leben
Franz (tschechisch: František) Rabas, Sohn eines Schusters, besuchte das Gymnasium in Saaz. Von 1918 bis 1946 war er Kapuziner mit dem Ordensnamen Vavřinec (Laurentius, Lorenz). Nach dem Abitur 1920 studierte er Theologie in Olmütz, Prag, Rom und München und wurde am 15. März 1925 zum Priester geweiht. 1932 legte er Fachprüfungen für Orientalische Sprachen, Exegese und Katechetenarbeit in Tschechisch und Deutsch ab. Dann studierte er 8 Semester Geschichte und Philosophie an der Universität Prag und wurde 1937 promoviert. 1939 wurde er von Erzbischof Leopold Prečan (mit Genehmigung von Bischof Anton Alois Weber von Leitmeritz) zum Professor und Vizedirektor an die neu errichtete Kirchliche Hochschule Olmütz berufen. 1945 ging er als Leiter an das wieder errichtete Priesterseminar Leitmeritz zurück.
Angesichts der Bedrängung durch die Kommunisten ab 1948 löste er 1950 mit Zustimmung von Bischof Štěpán Trochta das Seminar auf und übernahm Seelsorgsaufgaben im Bistum, zuerst in Oberleutensdorf, dann in Zwickau in Böhmen. Insgeheim war er von Bischof Trochta zum stellvertretenden Generalvikar mit weitgehenden Vollmachten ernannt worden und wirkte im Untergrund. Am 16. Januar 1953 wurde er wie sein Bischof verhaftet, im Gefängnis Reichenberg quälenden Verhören unterzogen und am 23. Juli 1954 zu 20 Jahren Gefängnis verurteilt. Im Frühjahr 1955 kam er in das Urangebiet von Joachimsthal und musste uranhaltiges Gestein zerkleinern. Die gesundheitlichen Folgen führten zu seiner Verbringung in das Gefängnis Leopoldov, von wo er nach zwei Operationen über die Gefängnisse Valdice und Mürau nach Ilava gebracht und im Mai 1964 in das Altersheim Senohraby (Bezirk Prag-Ost) überführt wurde.
Im Prager Frühling wurde er rehabilitiert und das Strafverfahren gegen ihn am 22. November 1968 eingestellt. Am 22. Oktober 1968 reiste er zu seinen Angehörigen nach Bayern. Während eines Kuraufenthaltes in Bad Feilnbach brach er am 22. Oktober 1969 zusammen und starb wenige Tage darauf im Klinikum rechts der Isar. Er wurde in Rottendorf beigesetzt.

## Veröffentlichungen
- Řád kapucínský a jeho působení v čechách v 17. Století/Der Kapuziner Orden und sein Wirken in Böhmen im 17. Jh. Prag 1937. (unter dem Namen Vavřinec Rabas)
- Sv. Vavřinec z Brindisi, zakladatel česko-moravské provincie řádu kapucínského. Vítězové, Dominikánská Edice Krystal, Olmütz 1941.

## Gedenken
Die Römisch-katholische Kirche in Deutschland nahm Franz Rabas als Märtyrer in das deutsche Martyrologium des 20. Jahrhunderts auf.